# St. Ludger (Neuscharrel)
St. Ludger in Neuscharrel im niedersächsischen Landkreis Cloppenburg ist eine römisch-katholische Filialkirche der Pfarrei St. Marien (Friesoythe). Sie steht unter dem Patrozinium des heiligen Ludger und gehört zum Dekanat Friesoythe im Bistum Münster. Das Gotteshaus ist ein neugotischer Backsteinbau mit Turm und bietet 270 Gläubigen Platz.

## Geschichte
Nach einer verheerenden Feuersbrunst 1821 in Scharrel im Saterland entstand die Siedlung Neuscharrel westlich von Friesoythe. Weil der Weg zur nächstgelegenen Kirche viel zu weit war, wünschten sich schon Anfang der 1840er Jahre die katholischen Kolonisten ein eigenes Gotteshaus mit einem festen Geistlichen. Ein Pfarrhaus, in dem eine Notkirche eingerichtet war, konnte erst 1857 eröffnet werden.
Der Seelsorgebezirk Neuscharrel wurde 1859 von Scharrel getrennt und zur selbstständigen Pfarrei erhoben. Nach den Plänen des Architekten Johann Bernhard Hensen (Sögel) wurde 1866 die Kirche in Neuscharrel gebaut und am 2. Mai 1956 durch Weihbischof Heinrich Baaken dem heiligen Ludger, dem Missionar und ersten Bischof von Münster, geweiht.
Durch Fusion entstand aus der Kapellengemeinde Kampe und den Pfarreien Friesoythe, Altenoythe, Markhausen, Neuscharrel und Thüle am 2. Februar 2008 die neue Kirchengemeinde St. Marien mit Sitz in Friesoythe. Am 1. Januar 2024 schlossen sich die katholischen Gemeinden in Barßel, Bösel, Friesoythe, Garrel, Saterland und Westerstede zusammen zum Katholischen Kirchenverband „Pastoraler Raum Friesoythe“ mit Sitz in Friesoythe.

## Glocken
St. Ludger besitzt die folgenden drei Bronzeglocken, die in Hemelingen gegossen wurden.
- Glocke 1: Schlagton: a1; Glockengießerei Otto; Gussjahr: 1946
- Glocke 2: Schlagton: c2; Glockengießerei Otto; Gussjahr: 1946
- Glocke 3: Schlagton: d2; Glockengießerei Otto; Gussjahr: 1946[4]

## Orgel
Für St. Ludger baute die Firma J. B. Kröger & Söhne (Goldenstedt) 1875 die erste einfache Orgel (I+P/10), die 1945 zerstört wurde. 1947 erfolgte durch Karl Haupt (Osnabrück) der Neubau einer größeren Orgel (II+P/14). Matthias Kreienbrink (Osnabrück) beseitigte 1984 die Brandschäden.
2014 wurde das Instrument entfernt und nur die veränderte Pfeifenfront stehen gelassen. Seit diesem Jahr kommt eine digitale Sakralorgel des Modells „Monarke“ von der Firma Johannus zum Einsatz.